# هیو مورگان
هیو مورگان (انگلیسی: Hugh Morgan; ۲۰ سپتامبر ۱۸۶۹ – ۱۹۳۰ (۶۰−۶۱ سال)) بازیکن فوتبال اهل بریتانیا بود.
از باشگاه‌هایی که در آن بازی کرده‌است می‌توان به باشگاه فوتبال بلکبرن روورز، باشگاه فوتبال سنت میرن، باشگاه فوتبال لیورپول، و تیم ملی فوتبال اسکاتلند
اشاره کرد.